# Erica Jarder
Erica May-Lynn Jarder (født 2. april 1986 i Täby, Sverige) er en svensk atletikudøver bosat i København siden starten af 2010.
I Sverige repræsenterer hun Spårvägens Friidrottsklubb i Stockholm og var tidligere i Danderyds SK, IF Linnea og Väsby IK.
Erica Jarder har vundet det svenske mesterskab i længdespring seks gange, og deltog 2010-2012 i Finnkampen.

## Svenske mesterskaber
- Guld 2013 længdespring-inde
- Guld 2012 længdespring
- Guld 2012 længdespring-inde 6,24
- Sølv 2011 længdespring-inde
- Guld 2009 længdespring-inde 6,09
- Guld 2008 længdespring-inde 6,24
- Guld 2007 længdespring 6,04

## Danske mesterskaber
- Guld 2011 100 meter 11,75
- Guld 2011 længdespring 6,43  +3,9

## Personlige rekorder
- 50 meter-inde: 6,76 Marselisborghallen, Aarhus 8. januar 2012
- 60 meter-inde: 7,62 Malmö 28. januar 2012
- 100 meter: 11,75 +1.8 København 6. august 2011
- 200 meter: 25,20 +1.2 Västerås 28. juli 2007
- Højdespring: 1,76 Stockholm 25. juli 2006
- Højdespring-inde: 1,78 Nyköping 17. januar 2007
- Længdespring: 6,42 0.0/6,43 +3,9 København  7.august 2011
- Længdespring-inde: 6,38 Sätra, Stockholm 2012
- Trespring: 12,63 +1.8 København 21. maj 2010
- Trespring:-inde: 12,82, Sätra, Stockholm 13. januar 2008